# Margaritopsis podocephala
Margaritopsis podocephala är en måreväxtart som först beskrevs av Johannes Müller Argoviensis, och fick sitt nu gällande namn av Charlotte M. Taylor. Margaritopsis podocephala ingår i släktet Margaritopsis och familjen måreväxter. Inga underarter finns listade i Catalogue of Life.